# Megatriorchis doriae
Megatriorchis doriae е вид птица от семейство Ястребови (Accipitridae), единствен представител на род Megatriorchis. Видът е почти застрашен от изчезване.

## Разпространение
Видът е разпространен в Индонезия и Папуа Нова Гвинея.